# Central Coast Mariners Football Club
Maillots
Actualités
Dernière mise à jour : 22 septembre 2023.
Le Central Coast Mariners FC, les Marins du Central Coast (usuellement dénonommé « The Mariners » ou « CCM » est un club de football professionnel basé à Gosford, en Australie. Le CCM figure parmi trois clubs de l'État de Nouvelle-Galles du Sud participant au championnat national de football d'Australie (la «A-League»). Il a été fondé à l'occasion de sa création.

## Histoire
La région de la côte centrale de Nouvelle-Galles du Sud avait été choisie par la Fédération d'Australie de football afin d'assurer qu'une équipe régionale (basée hors des grandes villes du pays) ferait partie du nouveau championnat. Les « Mariners » ont été très facilement acceptés dans la compétition, grâce notamment au soutien de l'ex-capitaine de l'équipe d'Australie Alex Tobin et le personnage célèbre Ian Kiernan, patron du club. L'Écossais Laurie McKinna a été par la suite signé comme manager de football, tandis que Ian Ferguson, ancien joueur international écossais et des Glasgow Rangers (Écosse) et Northern Spirit (Australie) a été nommé entraîneur. Les huit clubs fondateurs de la « A-League » furent annoncés le 1er novembre 2004. Les « Mariners » figuraient parmi ceux-là.
En 2018, le club enregistre la venue du sprinter Usain Bolt, mais après des essais le Jamaïcain ne sera pas retenu malgré un doublé inscrit.
En 2023, le club remporte la deuxième A-League de son histoire, en écrasant Melbourne City, membre du City Group par le score de 6 buts à 1.

## Palmarès
| Compétitions nationales | Compétitions internationales             |
| - Championnat d'Australie (3) : - Phase régulière : - Premier : 2008, 2012 et 2024. - Second : 2011, 2013 et 2023. - Phase finale : - Champion : 2013, 2023 et 2024. - Vice-champion : 2006, 2008 et 2011. - Coupe d'Australie (0) : - Finaliste : 2021 | - Coupe de l'AFC (1) : - Vainqueur: 2024 |

## Joueurs et personnalités du club

### Entraîneurs
Le tableau suivant présente la liste des entraîneurs du club depuis 2004.
| Rang | Nom              | Période                |
| ---- | ---------------- | ---------------------- |
| 1    | Lawrie McKinna   | 2004 - 2010            |
| 2    | Graham Arnold    | 2010 - 2013            |
| 3    | Phil Moss        | 2013 - 2015            |
| 4    | Tony Walmsley    | 2015 - sep. 2016       |
| 5    | Paul Okon        | sep. 2016 - mars 2018  |
| 6    | Wayne O'Sullivan | mars 2018 - juin 2018  |
| 7    | Mike Mulvey      | juil. 2018 - mars 2019 |
| 8    | Alen Stajcic     | mars 2019 - juin 2021  |
| 9    | Nick Montgomery  | juin 2021 - sept. 2023 |
| 10   | Abbas Saad       | sept. 2023             |
| 11   | Mark Jackson     | sept. 2023 -           |

### Joueurs emblématiques
- Zac Anderson (en)
- Anthony Caceres (en)
- Andrew Clark (en)
- Rostyn Griffiths (en)
- Dean Heffernan (en)
- Adam Kwasnik (en)
- Connor Pain (en)
- Brad Porter (en)
- Josh Rose (en)
- Mathew Ryan
- Mile Sterjovski
- Alex Wilkinson
- Eddy Bosnar
- Bernie Ibini-Isei
- John Hutchinson
- Patrick Zwaanswijk